# NUP37
NUP37 (англ. Nucleoporin 37) – білок, який кодується однойменним геном, розташованим у людей на 12-й хромосомі. Довжина поліпептидного ланцюга білка становить 326 амінокислот, а молекулярна маса — 36 708.
| 10         |  | 20         |  | 30         |  | 40         |  | 50         |
| ---------- |  | ---------- |  | ---------- |  | ---------- |  | ---------- |
| MKQDASRNAA |  | YTVDCEDYVH |  | VVEFNPFENG |  | DSGNLIAYGG |  | NNYVVIGTCT |
| FQEEEADVEG |  | IQYKTLRTFH |  | HGVRVDGIAW |  | SPETRLDSLP |  | PVIKFCTSAA |
| DMKIRLFTSD |  | LQDKNEYKVL |  | EGHTDFINGL |  | VFDPKEGQEI |  | ASVSDDHTCR |
| IWNLEGVQTA |  | HFVLHSPGMS |  | VCWHPEETFK |  | LMVAEKNGTI |  | RFYDLLAQQA |
| ILSLESEQVP |  | LMSAHWCLKN |  | TFKVGAVAGN |  | DWLIWDITRS |  | SYPQNKRPVH |
| MDRACLFRWS |  | TISENLFATT |  | GYPGKMASQF |  | QIHHLGHPQP |  | ILMGSVAVGS |
| GLSWHRTLPL |  | CVIGGDHKLL |  | FWVTEV     |  |            |  |            |

A: Аланін

C: Цистеїн

D: Аспарагінова кислота

E: Глутамінова кислота

F: Фенілаланін

G: Гліцин

H: Гістидин

I: Ізолейцин

K: Лізин

L: Лейцин

M: Метіонін

N: Аспарагін

P: Пролін

Q: Глутамін

R: Аргінін

S: Серин

T: Треонін

V: Валін

W: Триптофан

Задіяний у таких біологічних процесах, як транспорт, транспорт білків, клітинний цикл, поділ клітини, мітоз, розходження хромосом, транспорт мРНК, транслокація. 
Локалізований у ядрі, хромосомах, комплексі ядерної пори, центромерах, кінетохорі.